# Lijst van schilderijen in het Rijksmuseum Amsterdam/Pa-Pm
Lijst van schilderijen in het Rijksmuseum Amsterdam met werken van schilders van wie de achternaam begint met de letters Pa t/m Pm. Vermeldingen in het grijs geven aan dat het werk geen deel meer uitmaakt van de collectie van het Rijksmuseum, bijvoorbeeld omdat het in bruikleen gegeven is aan een andere instelling of omdat het teruggegeven is aan de bruikleengever.
| Inventarisnummer | Toeschrijving                                   | Titel | Datering      | Afbeelding |
| ---------------- | ----------------------------------------------- | --- | ------------- | ---------- |
| SK-C-1460        | Joseph Paelinck                                 | Portret van Willem I, koning der Nederlanden | 1819          |            |
| SK-A-1108        | Joseph Paelinck                                 | Het toilet van Psyche | 1823          |            |
| SK-A-3335        | Anthonie Palamedesz.                            | Voornaam gezelschap in een kamer | 1630          |            |
| SK-A-1906        | Anthonie Palamedesz.                            | Vrolijk gezelschap in een kamer | 1633          |            |
| SK-C-1799        | Anthonie Palamedesz. en Dirck van Delen         | Interieur van een gotische kerk | 1641          |            |
| SK-A-3024        | Anthonie Palamedesz.                            | Wachtlokaal met soldaten | 1647          |            |
| SK-A-4138        | Anthonie Palamedesz.                            | Portret van een man, waarschijnlijk een predikant | 1650          |            |
| SK-A-1615        | Anthonie Palamedesz.                            | Portretten van een man en een vrouw, waarschijnlijk Pieter Anthonisz. van Bronckhorst en Jacobmina de Grebber                                                             | 1652          |            |
| SK-A-1616        | Anthonie Palamedesz.                            | Portretten van een man en een vrouw, waarschijnlijk Pieter Anthonisz. van Bronckhorst en Jacobmina de Grebber                                                             | 1652          |            |
| SK-A-3114        | Anthonie Palamedesz.                            | Portret van een jonge vrouw | 1654          |            |
| SK-C-1350        | Bartholomeus van Bassen en Anthonie Palamedesz. | De Ridderzaal tijdens de vergadering van de Staten-Generaal in 1651 | 1651          |            |
| SK-A-3766        | Toegeschreven aan Martin Palin                  | Portret van Rycklof van Goens Zie Portrettengalerij van de gouverneurs-generaal van Nederlands-Indië                                                                      | 1680-1700     |            |
| SK-A-3767        | Martin Palin                                    | Portret van Cornelis Speelman Zie Portrettengalerij van de gouverneurs-generaal van Nederlands-Indië                                                                      | 1680-1700     |            |
| SK-A-4536        | Naar Martin Palin                               | Portret van Rycklof van Goens Zie Portrettengalerij van de gouverneurs-generaal van Nederlands-Indië                                                                      | 1750-1800     |            |
| SK-A-4537        | Naar Martin Palin                               | Portret van Cornelis Speelman Zie Portrettengalerij van de gouverneurs-generaal van Nederlands-Indië                                                                      | 1750-1800     |            |
| SK-A-594         | Omgeving van Jacopo Palma (il Vecchio)          | De heilige familie | 1490-1600     |            |
| SK-A-1235        | Jacopo Palma (il Giovane)                       | Lot en zijn dochters | 1610-1620     |            |
| SK-C-18          | Jan Palthe                                      | Familieportret van Theodora van der Marck met haar kleinkinderen Jean Baptist Theodoor Testart, Geertruid Elisabeth Testart en Hieronyma Johanna Testart                  | 1750          |            |
| SK-C-1596        | Giovanni di Paolo                               | De kruisiging | Ca. 1447      |            |
| SK-A-2961        | Josse de Pape                                   | Venus en Adonis | 1629          |            |
| SK-A-4974        | Mikhail Grigoriyevich Pashinin                  | Portret van Joseph Stalin | 1950          |            |
| SK-A-1895        | Alberto Pasini                                  | Paardenweide in Algerië | 1880          |            |
| SK-A-3257        | Jean-Baptiste Pater                             | Galant gezelschap in een landschap | Ca. 1730-1735 |            |
| SK-A-3336        | Atelier van Joachim Patinir                     | Landschap met de verzoeking van de heilige Antonius de Heremiet | Ca. 1510-1520 |            |
| SK-A-4165        | Louis Patru                                     | Landschap | 1895-1905     |            |
| SK-A-3818        | Hendrik Paulides                                | Portret van Andries Cornelis Dirk de Graeff | 1930          |            |
| SK-A-3452        | Antoine Payen                                   | Gezicht op het huis van de resident, de heer J. Ph. van Zuylen van Nyevelt, te Banyuwangi (Oost-Java)                                                                     | 1828          |            |
| SK-C-1718        | Auguste Payen                                   | De Grote Postweg bij Rejapolah | 1828          |            |
| SK-A-1949        | Bonaventura Peeters                             | Schepen bij een steiger | 1635-1652     |            |
| SK-A-2518        | Bonaventura Peeters                             | IJsberenjacht op de kust van Noorwegen? | 1635-1652     |            |
| SK-A-2111        | Clara Peeters                                   | Stilleven met vissen, oesters en garnalen | 1607-1621     |            |
| SK-C-1734        | Clara Peeters                                   | Stilleven met bloemen | 1604-1621     |            |
| SK-A-834         | Gillis Peeters                                  | Landschap met watermolen | 1633          |            |
| SK-A-1896        | Arthur Douglas Peppercorn                       | Een koe in de schemering | 1870-1900     |            |
| SK-A-5058        | Suzanne Perlman                                 | Droogdok op Curaçao | 1959          |            |
| SK-A-3476        | Naar Jean Baptiste Perroneau                    | Portret van Antoni Warin | 1763-1850     |            |
| SK-C-1356        | Toegeschreven aan Antonio Francesco Peruzzini   | Landschap met kluizenaar, pelgrim en boerin en Landschap met monniken, pelgrim en boerin                                                                                  | 1690-1740     |            |
| SK-C-1357        | Toegeschreven aan Antonio Francesco Peruzzini   | Landschap met kluizenaar, pelgrim en boerin en Landschap met monniken, pelgrim en boerin                                                                                  | 1690-1740     |            |
| SK-A-1686        | N.L. Peschier                                   | Vanitasstilleven | 1660          |            |
| SK-A-886         | Naar Antoine Pesne                              | Portret van August Wilhelm, prins van Pruisen | 1740-1800     |            |
| SK-A-649         | Loch. Phaff                                     | Sibylle | 1807-1809     |            |
| SK-A-650         | Loch. Phaff                                     | Christus als man van smarten | 1807-1809     |            |
| SK-A-1234        | Karel Frans Philippeau                          | Twee boerinnen en een meisje uit de Romeinse Campagna bij een meer | 1866          |            |
| SK-A-4956        | Toegeschreven aan Nicolaes Eliasz. Pickenoy     | Portretten van Pieter van Son en Johanna Le Maire | Ca. 1622-1629 |            |
| SK-A-4957        | Nicolaes Eliasz. Pickenoy                       | Portretten van Pieter van Son en Johanna Le Maire | Ca. 1622-1629 |            |
| SK-A-698         | Nicolaes Eliasz. Pickenoy                       | Portretten van Maerten Rey en Maria Joachimsdr. Swartenhont | 1627          |            |
| SK-A-699         | Nicolaes Eliasz. Pickenoy                       | Portretten van Maerten Rey en Maria Joachimsdr. Swartenhont | 1627          |            |
| SK-A-705         | Nicolaes Eliasz. Pickenoy                       | Portret van Jochem Hendricksz. Swartenhont | 1627          |            |
| SK-C-383         | Nicolaes Eliasz. Pickenoy                       | Het korporaalschap van kapitein Dr Mathhijs Willemsz. Raephorst en luitenant Hendrick Lauwrensz.                                                                          | 1630          |            |
| SK-C-386         | Nicolaes Eliasz. Pickenoy                       | Maaltijd van schutters van de compagnie van kapitein Jacob Backer en luitenant Jacob Rogh                                                                                 | 1632          |            |
| SK-C-403         | Nicolaes Eliasz. Pickenoy                       | Schutters van de compagnie van kapitein Dirck Tholinx en luitenant Pieter Adriaensz. Raep                                                                                 | 1639          |            |
| SK-C-1177        | Nicolaes Eliasz. Pickenoy                       | Officieren en andere schutters van wijk IV in Amsterdam onder leiding van kapitein Jan Claesz. van Vlooswijck en luitenant Gerrit Hudde                                   | 1642          |            |
| SK-C-361         | Nicolaes Eliasz. Pickenoy                       | Schutters van de compagnie van kapitein Jacob Rogh en luitenant Anthonie de Lange                                                                                         | 1645          |            |
| SK-C-71          | Toegeschreven aan Nicolaes Eliasz. Pickenoy     | De osteologieles van Dr. Sebastiaen Egbertsz. | 1619          |            |
| SK-A-1245        | Toegeschreven aan Nicolaes Eliasz. Pickenoy     | Portret van Margriet Benningh | Ca. 1629-1640 |            |
| SK-A-1712        | Cornelis Picolet                                | Twee jongemannen gereed voor een rit te paard | 1664          |            |
| SK-A-1109        | Charles Picqué                                  | Een sint-bernardshond komt een verdwaalde vrouw met een ziek kind te hulp                                                                                                 | 1827          |            |
| SK-A-944         | Jan Willem Pieneman                             | Jacob Simonsz. de Rijk bewerkstelligt bij de Spaanse gouverneur-generaal Requesens de vrijlating van Marnix van Sint Aldegonde: episode uit de Tachtigjarige oorlog, 1575 | 1805-1808     |            |
| SK-A-4268        | Jan Willem Pieneman                             | Allegorie op de dood van Willem V, prins van Oranje, 1806 | 1806          |            |
| SK-A-4269        | Jan Willem Pieneman                             | De zelfopoffering van predikant Hambroeck op Formosa, 1662 | 1810          |            |
| SK-A-1110        | Jan Willem Pieneman                             | Arcadisch landschap | 1813          |            |
| SK-A-2219        | Jan Willem Pieneman                             | Portret van Jonkheer Jan Willem Janssens | 1815-1838     |            |
| SK-A-1520        | Jan Willem Pieneman                             | De prins van Oranje bij Quatre-Bras, 16 juni 1815 | 1817-1818     |            |
| SK-A-1111        | Jan Willem Pieneman                             | Portret van Joanna Cornelia Ziesenis-Wattier | 1819          |            |
| SK-A-1113        | Jan Willem Pieneman                             | De toneelspeelster Joanna Cornelia Ziesenis-Wattier in de rol van Agrippina in Brittanicus van Jean Racine                                                                | 1819          |            |
| SK-A-1905        | Jan Willem Pieneman                             | Portret van Sara de Haan | 1820-1832     |            |
| SK-A-655         | Jan Willem Pieneman                             | Portret van Hendrik Harmen Klijn | 1820-1853     |            |
| SK-A-4689        | Jan Willem Pieneman                             | Portret van Arthur Wellesley, hertog van Wellington | 1821          |            |
| SK-A-1115        | Jan Willem Pieneman                             | De slag bij Waterloo | 1824          |            |
| SK-A-1114        | Jan Willem Pieneman                             | Portret van Louis Royer en Albertus Bernardus Roothaan | 1825          |            |
| SK-A-1558        | Jan Willem Pieneman                             | De aanvaarding van het Hoog Bewind door het Driemanschap in naam van de prins van Oranje, 21 november 1813                                                                | 1828          |            |
| SK-A-1112        | Jan Willem Pieneman                             | Portret van Andries Snoek | 1829          |            |
| SK-A-4137        | Jan Willem Pieneman                             | Portret van een dame en een heer | 1829          |            |
| SK-A-1371        | Jan Willem Pieneman                             | Portret van Jacob Hobein | 1832          |            |
| SK-A-1373        | Jan Willem Pieneman                             | Portret van David Hendrik Baron Chassé | 1832          |            |
| SK-A-1538        | Jan Willem Pieneman                             | Portret van Frederik Knotzer | 1832          |            |
| SK-A-4123        | Jan Willem Pieneman                             | Portret van Agatha Petronella Hartsen | 1841          |            |
| SK-A-665         | Naar Jan Willem Pieneman                        | Portret van Dr. Martinus Stuart | Ca. 1800-1860 |            |
| SK-A-3791        | Naar Jan Willem Pieneman                        | Portret van Jonkheer Jan Willem Janssens Zie Portrettengalerij van de gouverneurs-generaal van Nederlands-Indië                                                           | 1815-1950     |            |
| SK-A-3801        | Naar Jan Willem Pieneman                        | Portret van Pieter Merkus Zie Portrettengalerij van de gouverneurs-generaal van Nederlands-Indië                                                                          | 1844-1851     |            |
| NG-2006-98       | Nicolaas Pieneman                               | Portret van Jacob Jurriaan de Friderici | 1820-1860     |            |
| SK-A-2238        | Nicolaas Pieneman                               | De onderwerping van Diepo Negoro aan luitenant-generaal baron De Kock | Ca. 1830-1835 |            |
| SK-A-3877        | Nicolaas Pieneman                               | Historische scène met mogelijk Willem de Zwijger | 1830-1860     |            |
| SK-A-3913        | Nicolaas Pieneman                               | De Slag bij Bautersem, gedurende de Tiendaagse Veldtocht | 1833          |            |
| SK-A-2816        | Nicolaas Pieneman                               | Luitenant-generaal Frederik Knotzer in de slag bij Houthalen, gedurende de Tiendaagse Veldtocht, 1831                                                                     | 1834          |            |
| SK-A-4712        | Nicolaas Pieneman                               | Prins Willem I, na de mislukte moordaanslag door Jean Jauregui in 1582, verpleegd door Charlotte de Bourbon                                                               | 1840          |            |
| SK-A-3852        | Nicolaas Pieneman                               | De inhuldiging van koning Willem II in de Nieuwe Kerk te Amsterdam, 28 november 1840                                                                                      | 1840-1845     |            |
| SK-A-3961        | Nicolaas Pieneman                               | Portret van Hendrik, prins der Nederlanden | 1840-1850     |            |
| SK-A-3802        | Nicolaas Pieneman                               | Portret van Jan Jacob Rochussen Zie Portrettengalerij van de gouverneurs-generaal van Nederlands-Indië                                                                    | 1845          |            |
| SK-A-4164        | Nicolaas Pieneman                               | Portret van Charles Henri Joseph Leickert | 1853          |            |
| SK-A-1701        | Nicolaas Pieneman                               | Portret van Willem III der Nederlanden | 1856          |            |
| SK-C-1622        | Nicolaas Pieneman                               | Portret van Jacob de Vos Jbzn. | 1860          |            |
| SK-A-5038        | Nicolaas Pieneman                               | Portret van Jacob de Vos Jbzn. | 1860          |            |
| SK-A-1116        | Nicolaas Pieneman                               | Portret van Jan Willem Pieneman | 1860          |            |
| SK-A-4270        | Toegeschreven aan Nicolaas Pieneman             | Portret van Willem II, koning der Nederlanden, te paard | Ca. 1830-1850 |            |
| SK-A-3466        | Toegeschreven aan Nicolaas Pieneman             | Portret van een man, mogelijk Petrus Augustus de Genestet | 1830-1860     |            |
| SK-C-391         | Aert Pietersz.                                  | Het korporaalschap van kapitein Jan de Bisschop en luitenant Pieter Vinck                                                                                                 | 1599          |            |
| SK-A-4822        | Aert Pietersz.                                  | Rijke kinderen, arme ouders | 1599          |            |
| SK-C-70          | Aert Pietersz.                                  | Anatomische les van Dr. Sebastiaen Egbertsz. | 1603          |            |
| SK-A-2538        | Aert Pietersz.                                  | Het laatste oordeel | 1611          |            |
| SK-A-3962        | Pieter Pietersz.                                | Man en vrouw bij een spinnewiel | Ca. 1560-1570 |            |
| SK-A-3864        | Pieter Pietersz.                                | Portretten van Mattheus Augustijnsz. Steijn en Dirckje Tymansdr. Gael, genaamd van der Graft                                                                              | 1588          |            |
| SK-A-3865        | Pieter Pietersz.                                | Portretten van Mattheus Augustijnsz. Steijn en Dirckje Tymansdr. Gael, genaamd van der Graft                                                                              | 1588          |            |
| SK-A-865         | Pieter Pietersz.                                | Zes waardijns van de lakenen | 1599          |            |
| SK-A-836         | Toegeschreven aan Aert Pietersz.                | Minnende paren bij een boerenherberg | Ca. 1570-1590 |            |
| SK-C-525         | Toegeschreven aan Aert Pietersz.                | Portret van Pieter Dircksz., genaamd Langebaard | 1583          |            |
| SK-A-1244        | Naar Aert Pietersz.                             | Portret van een man | 1570-1700     |            |
| SK-A-3951        | Omgeving van Pieter Pietersz.                   | Portret van een Hollandse vlootvoogd | 1570-1610     |            |
| SK-C-404         | Omgeving van Pieter Pietersz.                   | Schutters van de compagnie van kapitein Pieter Dircksz. Hasselaer en luitenant Jan Gerritsz. Hooft (?) (fragment)                                                         | Ca. 1595-1605 |            |
| SK-A-322         | Adam Pijnacker                                  | Landschap met vee | 1649-1653     |            |
| SK-A-323         | Adam Pijnacker                                  | Italiaans landschap met tempel | 1649-1673     |            |
| SK-A-1976        | Adam Pijnacker                                  | Een herderin met vee in een bergachtig landschap | 1649-1673     |            |
| SK-C-207         | Adam Pijnacker                                  | Een waterval | 1649-1673     |            |
| SK-A-2335        | Adam Pijnacker                                  | Italiaans rivierlandschap | Ca. 1650-1655 |            |
| SK-A-321         | Adam Pijnacker                                  | Schippers met hun boten aan de oever van een Italiaans meer | Ca. 1665      |            |
| SK-A-279         | Toegeschreven aan Adam Pijnacker                | Italiaans landschap met burcht op rotsen | 1650-1673     |            |
| SK-C-307         | Eduard Pistorius                                | Bijbellezen | 1831          |            |
| SK-A-1117        | Antonie Sminck Pitloo                           | De kerk van San Giorgio in Velabro te Rome | 1820          |            |
| SK-A-4705        | Antonie Sminck Pitloo                           | La Grotta di Posillipo bij Napels | 1826          |            |
| SK-A-1413        | David van der Plas                              | Portret van Cornelis Tromp | 1640-1690     |            |
| SK-A-4539        | David van der Plas                              | Portret van Willem van Outhoorn Zie Portrettengalerij van de gouverneurs-generaal van Nederlands-Indië                                                                    | 1691-1704     |            |
| SK-C-517         | David van der Plas                              | Portretten van Casparus Commelin en Margaretha Nelis | 1693-1704     |            |
| SK-C-518         | David van der Plas                              | Portretten van Casparus Commelin en Margaretha Nelis | 1693-1704     |            |
| SK-A-807         | Toegeschreven aan Willem Jansz. Ploy            | Portretten van Elisabeth van Oosten en Johannes van Rees als kind | 1663          |            |
| SK-A-809         | Toegeschreven aan Willem Jansz. Ploy            | Portretten van Elisabeth van Oosten en Johannes van Rees als kind | 1663          |            |